# Dendronephthya malaya
Dendronephthya malaya is een zachte koraalsoort uit de familie Nephtheidae. De koraalsoort komt uit het geslacht Dendronephthya. Dendronephthya malaya werd in 1933 voor het eerst wetenschappelijk beschreven door Roxas. 